# Conrad Lutz
Pour les articles homonymes, voir Lutz.
Conrad Lutz est un architecte suisse, né en 1953 à Vevey. Il est un pionnier de l'architecture écologique en Suisse. 
Il est connu pour avoir cherché à utiliser le bois local comme principal matériau de construction et pour sa volonté d'intégrer entièrement les notions de développement durable à sa conception de l'architecture.

## Biographie
Conrad Lutz naît en 1953 à Vevey,. Son père est ingénieur hydraulique.
Après des études à la Haute École d'ingénierie et d'architecture de Fribourg (Technicum), il travaille durant deux ans dans le bureau d'architectes de Vincent Mangeat à Nyon. Il réalise en 1990-1992 un postgrade en construction bois chez Julius Natterer, Roland Schweitzer et Jean-Luc Sandoz à l'École polytechnique fédérale de Lausanne. En 1998, il effectue un postgrade en biologie de la construction à l'institut de Baubiologie de Zurich,.
En collaboration avec le bureau ARCAD, il fonde en avril 2002 l'agence Minergie-Romandie et y occupe le poste de directeur,,.
En 2017, il transmet son bureau d'architecture, le bureau « Lutz architectes », à cinq de ses collaborateurs.
Il est marié et père de trois enfants. Son frère est agriculteur biologique au Brésil.

## Réalisations et prix
Il construit sa première maison à très faible consommation à Giez en 1974.
Il construit la première maison Minergie de Suisse romande, dans le canton de Fribourg, en 1999, puis en 2001 la première maison passive (Minergie-P) de Suisse romande.
En 2007, il construit le Green Offices,, le premier bâtiment administratif de Suisse certifié MINERGIE-P-ECO, dans lequel il peut mettre en pratique tous les aspects de l’architecture écologique et durable : construction passive à très faible consommation d’énergie, utilisation de matériaux à faible énergie grise, construction en bois local,, économies d’eau,.
En 2008, il est le lauréat du Watt d’Or (de) , ,, prix remis par l'Office fédéral de l'énergie pour la construction du Green Offices, à Givisiez. Ce prix récompense une construction particulièrement efficiente sur le plan énergétique.
En 2009, il est primé par le Prix Lignum Région Ouest pour la construction du Green Offices, à Givisiez.
En 2015, il conçoit la Halle bleue de blueFACTORY dans la ville de Fribourg. blueFACTORY est le premier bâtiment à zéro émission de carbone de Suisse.
En 2023, Conrad Lutz obtient le prix Monsieur Bois 2023 remis par Lignum Vaud.

## Recherches, conférences et enseignement
Il est un praticien et un chercheur de la construction écologique.
Il enseigne à l'École suisse d'architecture du Bois à Bienne à partir de 1994, puis à la Haute École d'ingénieurs et d'architectes de Fribourg à partir de 1996, où il crée notamment le cours « Développement durable » de la HES-SO,. Il intervient notamment à la HEIG-VD, à l'Université de Genève et à l'Université de Lausanne. Il réalise des conférences notamment à l'EPFL,, au Forum international Bois Construction à Beaune, au lnternationale Holzbau Forum à Garmisch-Partenkirchen et au Salon Bois à Bulle. Il intervient comme expert pour des travaux de Master à l'EPFL. 
Il est l'auteur d’une étude intitulée « Wie baubiologisch ist Minergie-P? » en collaboration avec Ursula Schwaller.
Il dirige plusieurs projets de recherche dans le canton de Fribourg, dont le projet Coccum, qui a pour but de développer une méthode générique de rénovation des bâtiments.

## Autres activités
Il intègre, en 2014, le conseil stratégique de blueFACTORY. Il est membre du conseil d'administration de la Banque Alternative Suisse.

## Médias
Il intervient régulièrement en tant qu'expert dans des émissions de télévision et dans la presse de Suisse romande sur divers sujets architecturaux,, en particulier dans le domaine de l'architecture durable,,. Il est considéré comme une référence romande de l'écoconstruction,,, et du label MINERGIE,,.